# ذي عريم (ذي السفال)

تعديل مصدري - تعديل

ذي عريم هي إحدى قرى عزلة ذي الحود ومعاين بمديرية ذي السفال التابعة لمحافظة إب، بلغ تعداد سكانها 490 نسمة حسب تعداد اليمن لعام 2004.